# 2010년 FIFA 월드컵 예선 대륙간 플레이오프
2010년 FIFA 월드컵 예선 대륙간 플레이오프는 각 대륙 예선전에서 대륙간 플레이오프에 진출한 4개의 국가 중 월드컵 본선에 진출할 2개 국가 대표팀을 가리는 대회이다. 홈 앤 어웨이 방식으로 진행되며 대륙간 플레이오프의 승자는 2010년 FIFA 월드컵 본선에 진출한다. 플레이오프는 다음과 같이 진행된다.
- 아시아 지역 예선 플레이오프 승자 vs 오세아니아 지역 최종 예선 1위 팀
- 북중미카리브 지역 최종 예선 4위 팀 vs 남미 지역 예선 5위 팀

국제 축구 연맹(FIFA)은 2009년 6월 2일 바하마 나소에서 열린 총회에서 대륙간 플레이오프의 경기 일정을 확정했다.

## 참가국
다음 4개의 국가대표팀이 참가한다.
| 지역         | 순위            | 팀         |
| ------------ | --------------- | ---------- |
| 아시아       | 플레이오프 승자 | 바레인     |
| 북중미카리브 | 최종 예선 4위   | 코스타리카 |
| 남미         | 지역 예선 5위   | 우루과이   |
| 오세아니아   | 최종 예선 승자  | 뉴질랜드   |

## 경기 결과
| 팀 1       | 합계  | 팀 2     | 1차전 | 2차전 |
| ---------- | ----- | -------- | ----- | ----- |
| 바레인     | 0 - 1 | 뉴질랜드 | 0 - 0 | 0 - 1 |
| 코스타리카 | 1 - 2 | 우루과이 | 0 - 1 | 1 - 1 |

### AFC vs OFC 대륙간 플레이오프
| 바레인 | 0 - 0  | 뉴질랜드 |
| ------ | ------ | -------- |
|        | 리포트 |          |

| 뉴질랜드 | 1 - 0  | 바레인 |
| -------- | ------ | ------ |
| 팰런 45′ | 리포트 |        |

 뉴질랜드가 합계 1 - 0으로 본선 진출.

### CONCACAF vs CONMEBOL 대륙간 플레이오프
| 코스타리카 | 0 - 1  | 우루과이   |
| ---------- | ------ | ---------- |
|            | 리포트 | 루가노 21′ |

| 우루과이     | 1 - 1  | 코스타리카 |
| ------------ | ------ | ---------- |
| 아브레우 70′ | 리포트 | 센테노 74′ |

 우루과이가 합계 2 - 1로 본선 진출.